# Gertrude Abercrombie
Gertrude Abercrombie (Austin, 17 de fevereiro de 1909 - Chicago, 3 de julho de 1977) foi uma pintora norte-americana radicada em Chicago. Chamada de "a rainha dos artistas boêmios", Abercrombie estava envolvida na cena jazzística de Chicago e era amiga de músicos como Dizzy Gillespie, Charlie Parker e Sarah Vaughan, cuja música inspirou seu próprio trabalho criativo.